# Helena Uherská
Helena Uherská (1158?– 25. května či 25. prosince 1199) byla rakouská a štýrská vévodkyně z arpádovské dynastie.

## Život
Narodila se z manželství uherského krále Gejzy II. a Eufrozýny, dcery kyjevského velkoknížete Mstislava I. Roku 1174 byla provdána za svého švagra Leopolda Babenberského, pozdějšího rakouského a štýrského vévodu. Helenin bratr Štěpán byl totiž ženatý s Leopoldovou starší sestrou Anežkou.
Leopold roku 1186 uzavřel se svým vzdáleným příbuzným štýrským vévodou Otakarem IV. smlouvu, jež v budoucnu zajistila Babenberkům štýrské dědictví. Dále se do dějin zapsal získáním relikvie Svatého kříže, kterou věnoval klášteru Heiligenkreuz, účastí na kruciátě a především zajetím anglického krále Richarda Lví srdce, s nímž měl údajně spory ve Svaté zemi. Za Richarda získal nemalé výkupné, jež posloužilo k reformě mince, otevření nových stříbrných dolů ve Štýrsku a k opevnění, či založení několika měst.
Helena porodila Leopoldovi tři děti. Svého manžela, který zemřel v důsledku zranění 31. prosince 1194 ve Štýrském Hradci, přežila o pět let. Po Leopoldově smrti přešly Rakousy na staršího syna Fridricha a Štýrsko na mladšího Leopolda.